# Laliki
Laliki – wieś w Polsce położona w województwie śląskim, w powiecie żywieckim, jedno z pięciu sołectw gminy Milówka o powierzchni 1360 ha i ludności 1025, co daje gęstość zaludnienia równą 75 os./km². Jedna z najmłodszych wsi całego regionu: powstała z wyodrębnienia się z miejscowości Szare w 1948.

## Położenie
Miejscowość jest położona na terenie Międzygórza Jabłonkowsko-Koniakowskiego, na pograniczu Beskidu Żywieckiego i Beskidu Śląskiego, na wysokości 570–800 m n.p.m.. Leży przy drodze ekspresowej S1 Bielsko-Biała – Zwardoń, w ciągu której znajduje się tunel drogowy Emilia, którego długość wynosi 678 m. Krzyżuje się tu z nią droga wojewódzka nr 943 do Istebnej.
| przysiółki | Krawce, Pochodzita, Stańcówka, Wołowiec |
| części wsi | Berkówka, Cerla, Kasperki, Koszutówka, Kotłówka, Krutaki, Kubaszczyki, Laliki Małe, Obrót, Pawliczne, Piekło, Suche, Szklanówka, Tarliczne, Złamane |

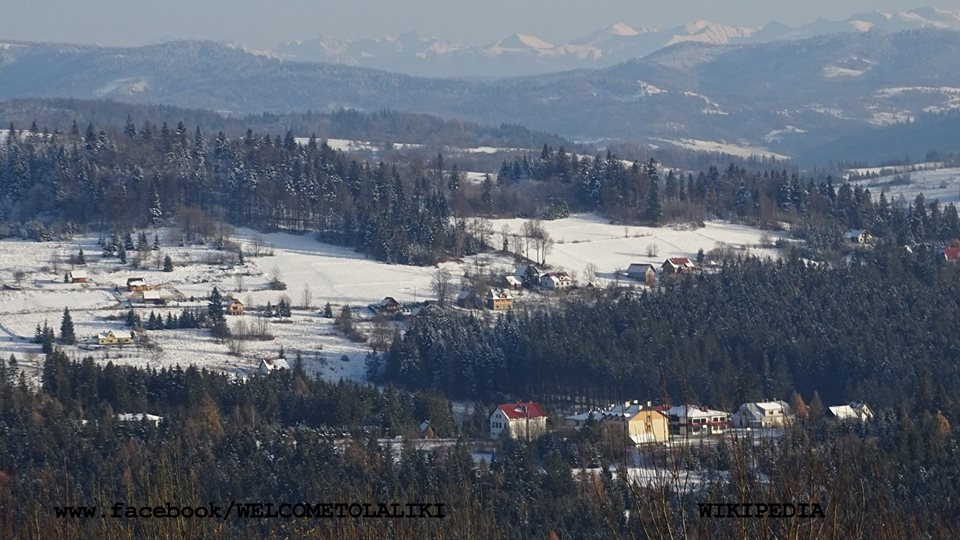
Widok na Szkołę, Straż Pożarną i Ośrodek wypoczynkowy Laliki na tle Szklanówki, Beskidów i Tatr.

Miejscowość charakteryzuje się rozproszoną zabudową, a domy grupują się w wielu odrębnych przysiółkach. W przysiółku Pochodzita znajduje się drewniany kościółek i cmentarz, natomiast w przysiółku Wołowiec szkoła podstawowa i ośrodek rehabilitacyjno-szkoleniowo-wypoczynkowy.
W miejscowości jest przystanek kolejowy Laliki.

## Historia
Grupa domów i polana nazwana była od ich właścicieli, rodziny o nazwisku Lalik. Na teren przysiółka Pochodzita pierwsi osadnicy przybyli w 1720 r. w związku z założeniem tu pańskiego folwarku.
W Lalikach, będących jeszcze częścią miejscowości Szare, na górze Szklanówka pod koniec II wojny światowej rozegrał się finał walk o wyzwolenie Żywiecczyzny. Zimą 1945 r. na terenie wsi Niemcy zbudowali siłami miejscowej ludności w ramach robót przymusowych szereg bunkrów, sieci okopów i innych umocnień, w których bronili się do końca kwietnia. Ślady tych umocnień, m.in. fragmenty tzw. „zębów smoka”, można odnaleźć na terenie Lalik do dziś.
Do 1948 obszar wsi był częścią miejscowości Szare i znany był także jako Szare Gronie. W 1948 z Szarego wyodrębniono przysiółki Laliki, Kasperki i Pochodzita tworząc nową wieś. Spośród osiedli do Lalik dołączone zostały Piekło, Stańcówka, Wołowiec, Wełniakówka, Kosarzyska, Rupienka i częściowo Rachowiec. 5 kwietnia 1949 w wykazie zwardońskiej Agencji Pocztowej do gromady Szare Gronie należały osiedla: Piekło, Stańcówka, Rachowiec, Krawce, Laliki, Wełniakówka, Pochodzita, Pańska Łąka, Kosarzyska, Rupienka i Węglarze mające łącznie 1144 mieszkańców.
W latach 1954–1961 wieś należała i była siedzibą władz gromady Laliki, po jej zniesieniu w gromadzie Milówka. W latach 1975–1998 miejscowość administracyjnie należała do województwa bielskiego.

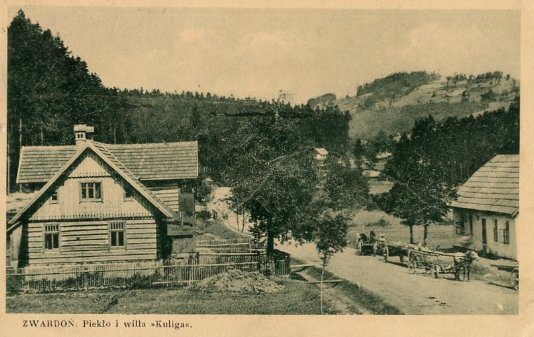
Willa Kuliga w przysiółku Piekło

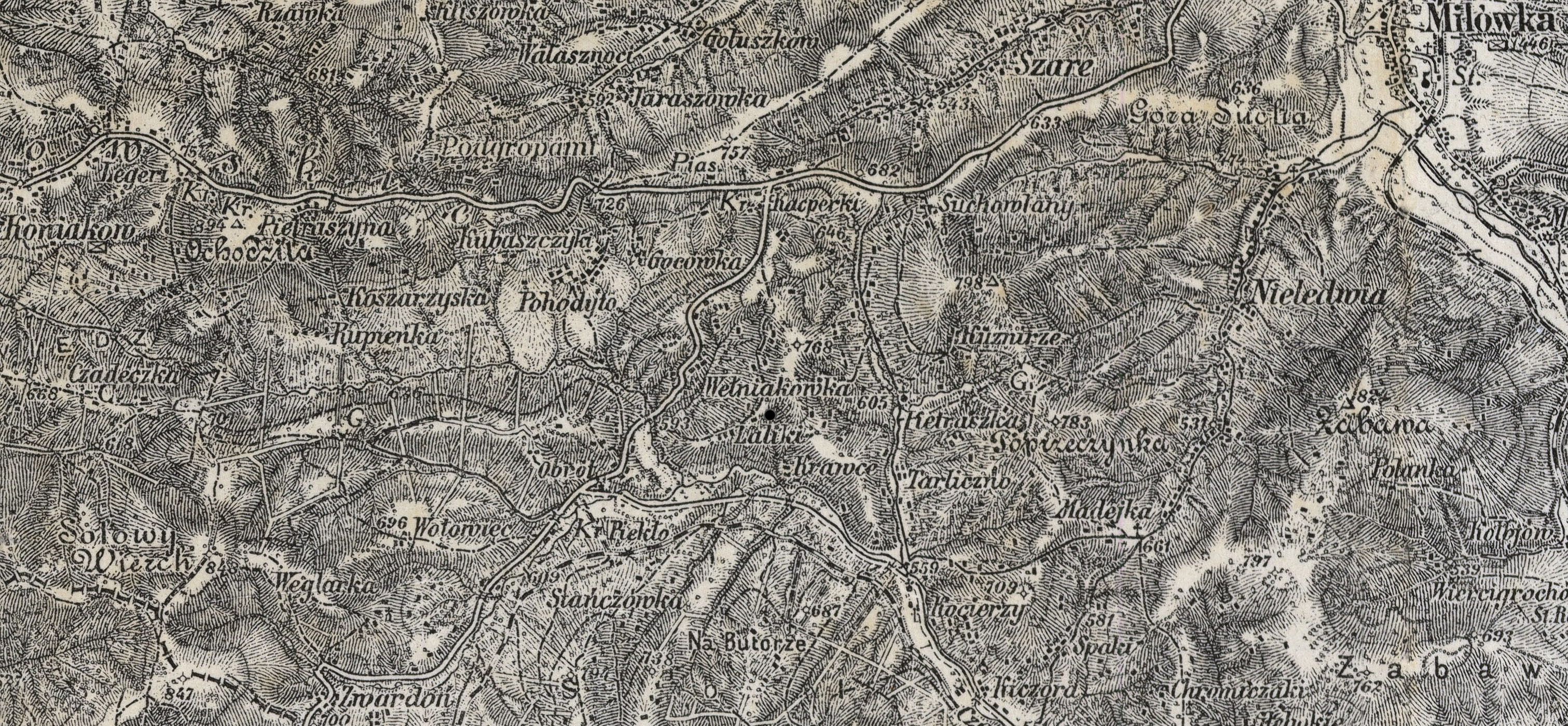
Laliki na mapie z 1924 r.

W miejscowości dobrze kultywowane są tradycyjne zwyczaje ludowe, m.in. aktywne są tu co roku grupy kolędnicze, znane pod nazwą „dziadów”. Nie ma bowiem lepszych dziadów nad dziady z Lalik, corocznie sprawujących ten piękny obrzęd w okolicy Nowego Roku - podawał w 1992 r. Władysław Sosna.

## Zabytki

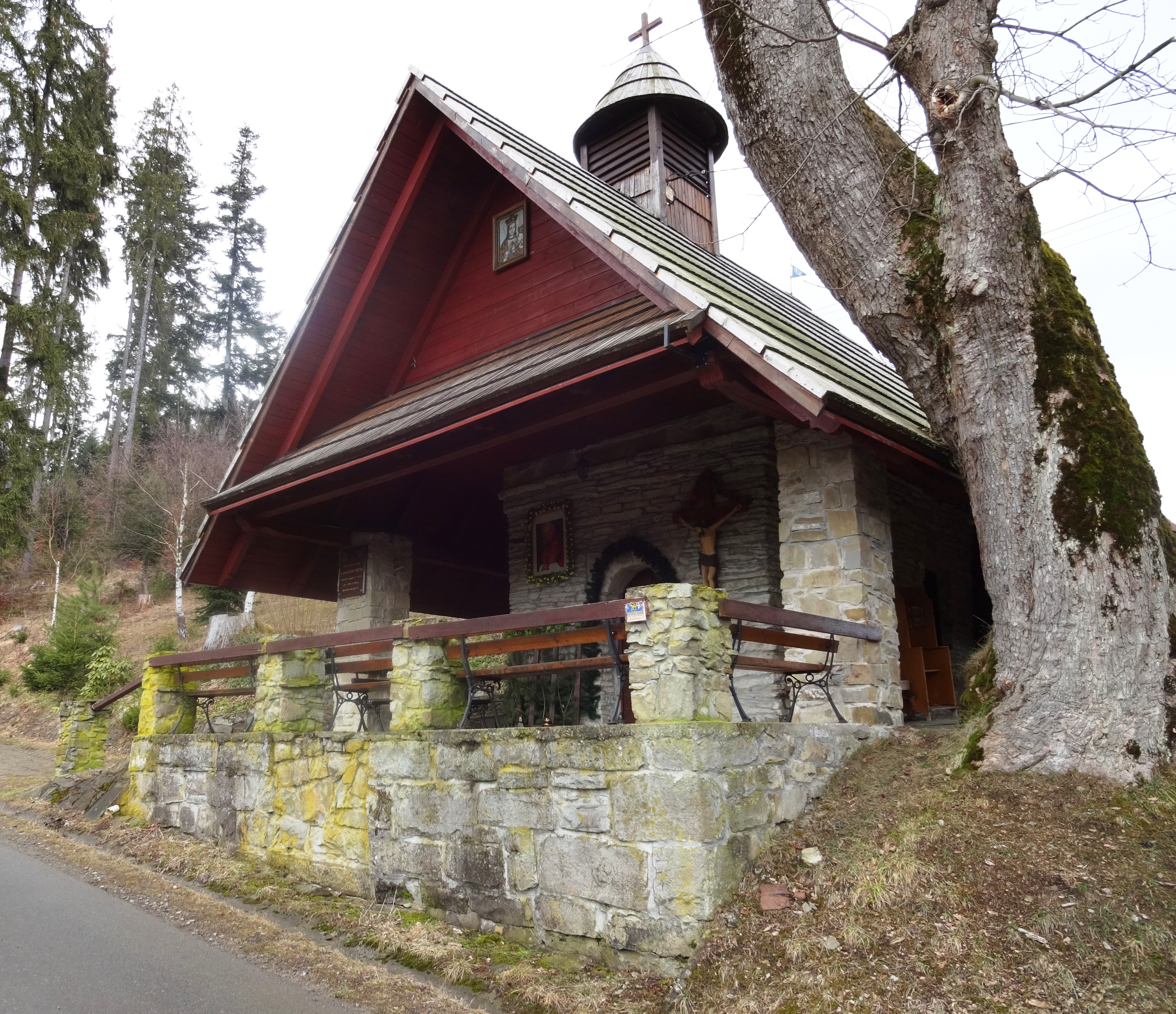
Widok ogólny kaplicy Narodzenia Matki Bożej w Tarlicznem

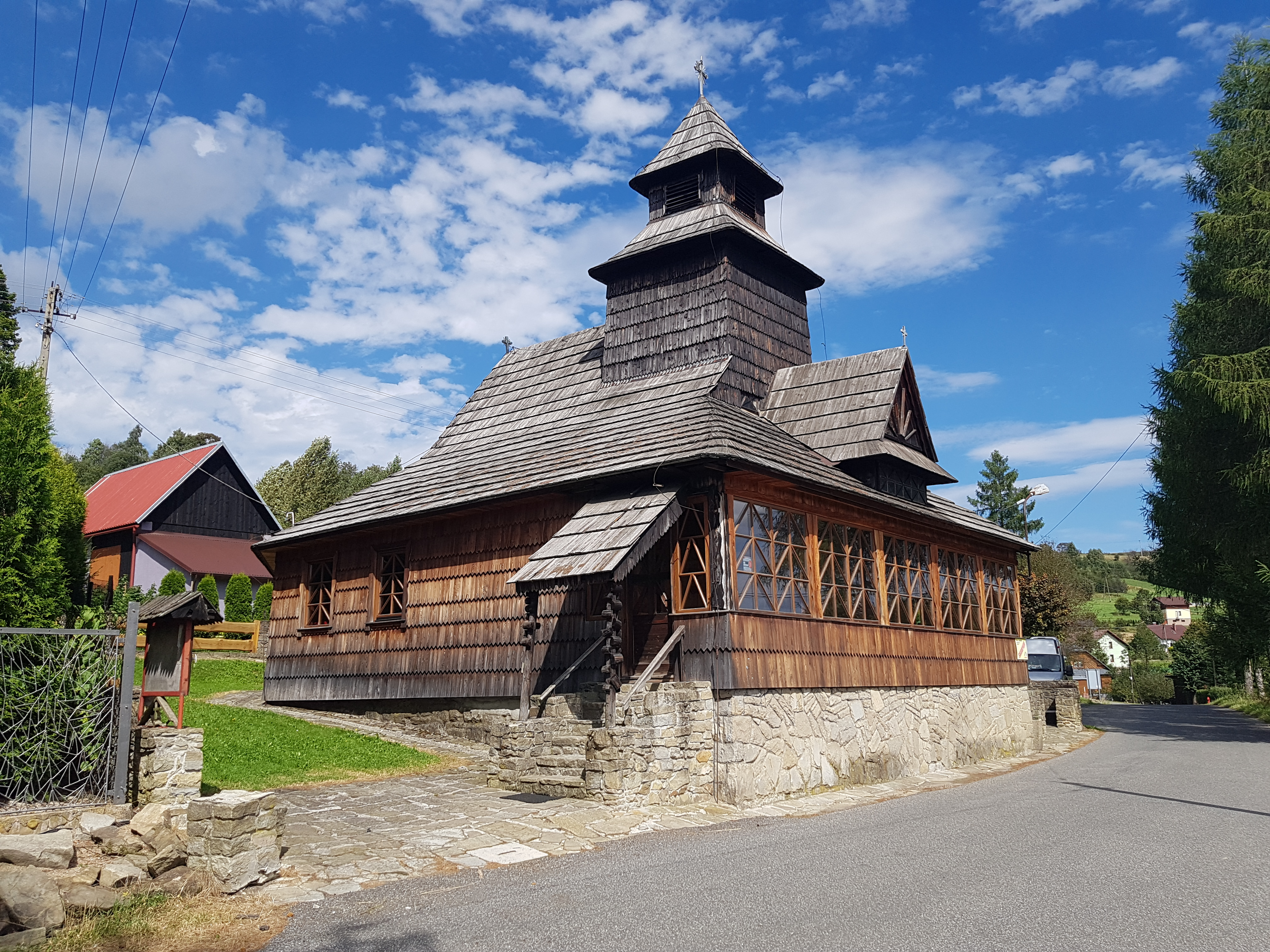
Kościół NMP Nieustającej Pomocy w przysiółku Pochodzita

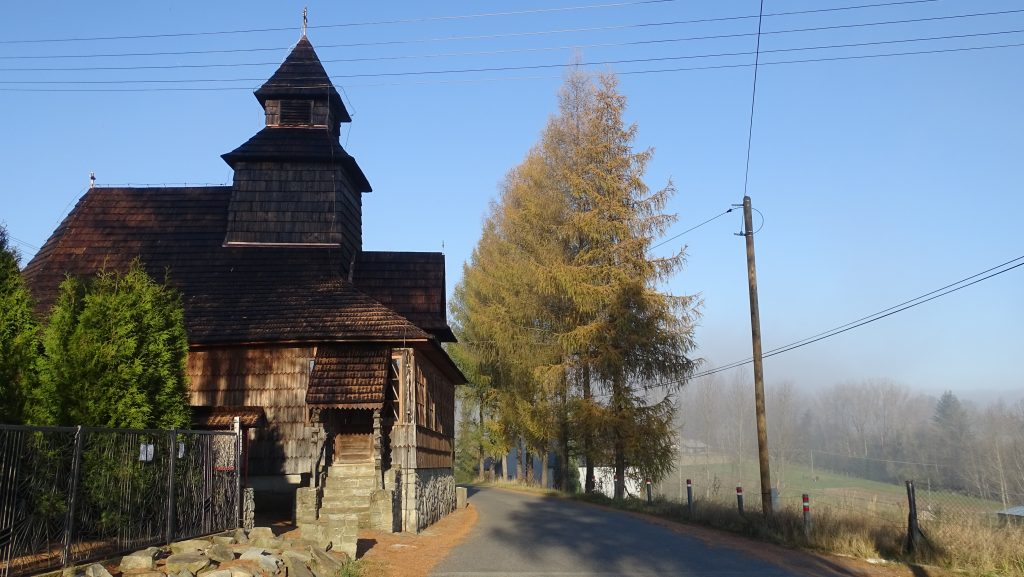
Kościół NMP Nieustającej Pomocy w Pochodzitej

We wsi znajduje się kaplica na Tarlicznem, której pochodzenie datowano na 1688 rok, jednak pochodzi z 1826 roku. Wybudował ją Szczepan Kuśnierz. Murowana, kryta gontowym dachem z dużym okapem od frontu i nowszą wieżyczką. Wewnątrz ołtarz w stylu ludowego baroku.
W Lalikach-Pochodzitej znajduje się kościół filialny pw. NMP Nieustającej Pomocy - interesujący przykład współczesnej architektury sakralnej. Kaplica, zbudowana z inicjatywy księdza Stanisława Fijałka w 1947 r. na miejscu starszej, spalonej pod koniec II wojny światowej, została rozbudowana do obecnej postaci w 1965 r. Budowla konstrukcji zrębowej, od wschodu wieża nad nawą. Wewnątrz kościoła wyposażenie, będące dziełem ludowych twórców z Koniakowa i Lalik: Jan Krężelok, Michał Porębski, Ludwik i Franciszek Zawadowie, Franciszek jakus i Franciszek Wojtas. Kościół znajduje się na  szlaku architektury drewnianej województwa śląskiego.

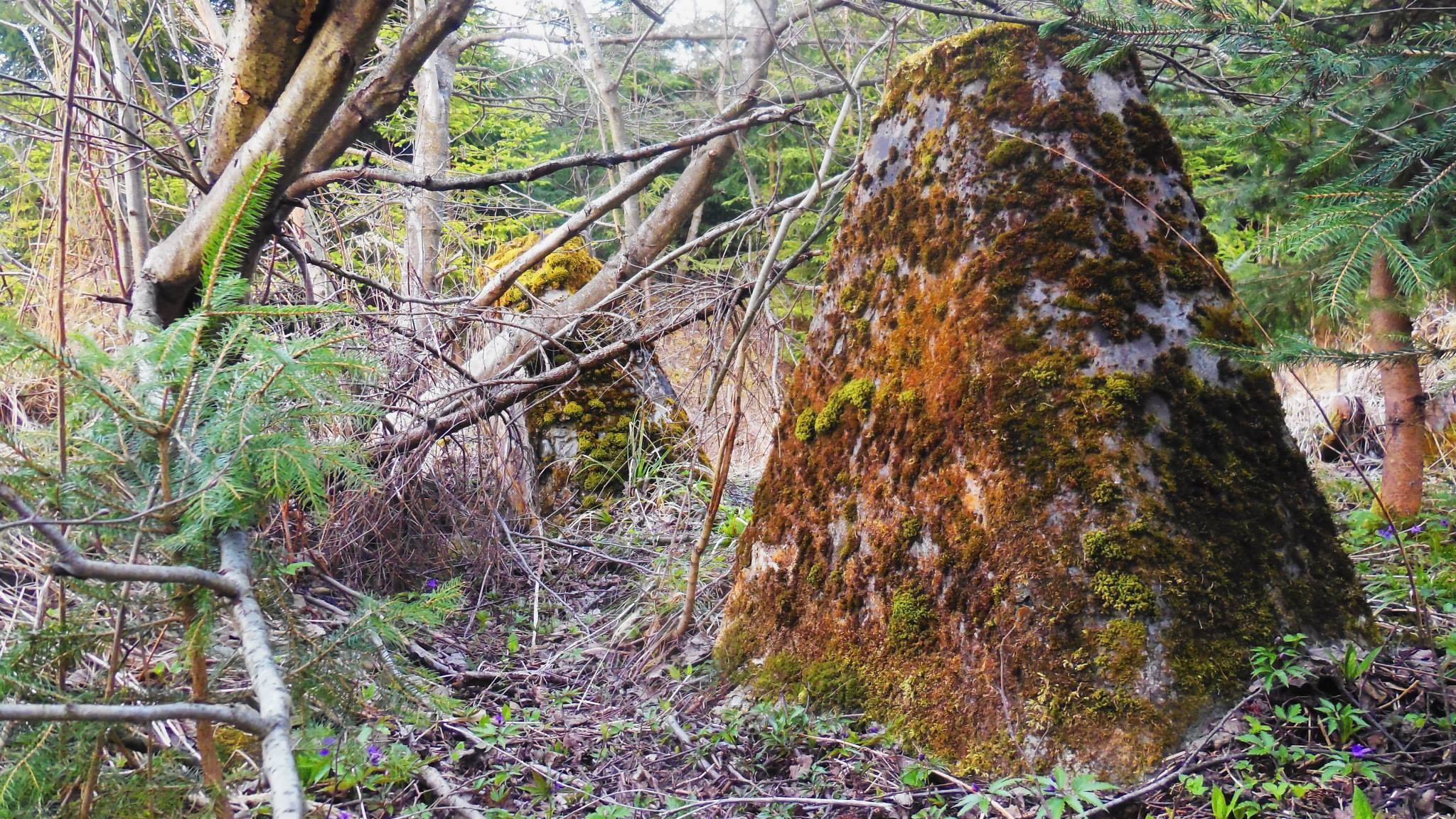
Umocnienia przeciwczołgowe „Zęby Smoka” w Lalikach

## Religia
Na terenie wsi działalność duszpasterską prowadzi Kościół rzymskokatolicki (parafia Zesłania Ducha Świętego).

## Ludzie związani z Lalikami
- Janusz Krężelok – biegacz
- Magdalena Gwizdoń – biathlonistka
- Czesław Śleziak – polityk SLD
- Łukasz Stawarczyk – aktor[16]